# Maria Abdy
Maria Abdy (ur. 25 lutego 1797, Londyn, zm. 19 lipca 1867, Margate) – poetka angielska. Urodziła się jako pierwsze dziecko radcy prawnego Richarda Smitha i jego żony Marii Smith, siostry Jamesa i Horace'a, autorów znanej księgi parodii Rejected Addresses: Or, The New Theatrum Poetarum wydanej w 1812 roku. W 1821 wyszła za mąż za duchownego Johna Channinga Abdy'ego, który ośmielił ją do publikowania wierszy. Pisała między innymi wiersze religijne.